# Marinduque

Marinduques läge i Filippinerna

Marinduque (filipino: Marinduke) är en provins i Filippinerna, belägen i regionen MIMAROPA. Den har 250 200 invånare (2006) på en yta av 959 km². Administrativ huvudort är Boac.
Provinsen är indelad i 6 kommuner.